# Последний богатырь: Посланник тьмы
«После́дний богаты́рь: Посла́нник тьмы» (также известен как «Последний богатырь 3») — российский фэнтезийный комедийно-приключенческий фильм 2021 года компании «Уолт Дисней Компани СНГ» и российской киностудии Yellow, Black and White. Режиссёром фильма является Дмитрий Дьяченко, а продюсерами: Кахабер Абашидзе, Эдуард Илоян, Антон Златопольский, Виталий Шляппо, Денис Жалинский и Алексей Троцюк. Это третья и заключительная часть в основной трилогии «Последний богатырь», а также сиквел к «Последнему богатырю: Корню зла». Помимо этого, это также был шестой и последний фильм Disney Russia, снятый специально для российского рынка, предыдущими были «Книга мастеров» (2009), «Счастье — это…» (2015), «Последний богатырь» (2017), «Счастье — это… Часть 2» (2021) и «Последний богатырь: Корень зла» (2021). Основной актёрский состав данной серии фильмов остался прежним: Виктор Хориняк (Иван), Мила Сивацкая (Василиса), Елена Яковлева (Баба-Яга), Сергей Бурунов (Водяной) и другие. Также в фильме появляется Жар-птица, роль которой исполнил Филипп Киркоров.
Съёмки картины проходили одновременно со съёмками предыдущей части под названием «Последний богатырь: Корень зла». Работа велась в Сочи, Республике Карелия, Пермском крае, а также в Москве и Подмосковье, где специально для съёмок был выстроен целый небольшой городок — с дворцом, торговыми рядами и избами-срубами.
Фильм был выпущен в российский прокат студией Walt Disney Studios 23 декабря 2021 года, спустя менее, чем через год после прошлой части. Также картина демонстрировалась в кинотеатрах IMAX. «Последний богатырь: Посланник тьмы» получил в целом положительные отзывы критиков и зрителей, однако несколько более умеренные, нежели у предыдущих фильмов. В первую очередь, хвалили динамику, спецэффекты и персонажей, однако на юмор и сюжет критики посетовали. Тем не менее, третий фильм стал самым кассовым в трилогии, собрав почти 2,2 миллиарда рублей, многократно окупившись. Телевизионная премьера третьего фильма состоялась 1 января 2023 года на телеканале «Россия-1».

## Сюжет
Иван наконец обрёл силу богатырскую, злой чародей Роголеб повержен, и теперь всё Белогорье готовится к пиру на весь мир: Иван и Василиса собираются праздновать свадьбу, решая типичные для почти любой пары молодожёнов проблемы. Кощей куёт кольца, Светозар увеличивает бабочек — их будут выпускать на свадьбе вместо голубей, съеденных не к месту проголодавшимся Колобком, Баба-Яга наколдовывает избушке крылья и обещает, что в подарок от неё молодые полетят в свадебное путешествие прямо на избушке. В самый разгар приготовлений к празднику зло снова напоминает о себе: снова объявляется поверженная Галина. Василиса похищена, и в пылу погони Иван и его друзья перемещаются в современную Москву.
Оказавшись в столице, герои сказок, незнакомые с современным миром, пытаются с помощью Ивана адаптироваться к новым условиям. В пылу погони за Галиной по городу избушку Бабы-Яги сбивает посланник Галины, чёрный рыцарь, чьё лицо скрывается под шлемом, в результате чего от группы отделяется выпавший из избушки Кощей, голова которого, отрубленная в поединке рыцарем, упала в проезжавшую по дороге машину, прямиком в пакет с продуктами, а тело свалилось на палубу одного из проплывающих по Москве-реке теплоходов. Вместе с ним на теплоходе оказывается и Колобок, поэтому ему и телу Кощея приходится действовать сообща, чтобы найти пропавшую голову и добраться в дальнейшем до Ивана, подавленного потерей невесты. Нацелиться на след Василисы без сторонней помощи невозможно — Галина прячется в некоем пространстве, в которое без использования тёмных сил пробраться никак нельзя. Единственной зацепкой оказывается перо жар-птицы, которое может помочь навести Ивана на верный путь. Несмотря на то, что Кощей давно истребил жар-птиц в Белогорье, часть птиц выжила и, под угрозой наступающей тьмы, покинула свой мир и переместилась в Москву. Светозар отправляет телефон Ивана к Кощею, превратив аппарат в птичку. Однако Колобок глотает её, и богатырю не удаётся связаться с Кощеем. Баба-Яга, Светозар и Водяной, чтобы не вызывать подозрений, оставляют избушку у одной из высоток и впервые знакомятся с диковинкой — московским такси, изрядно напугав таксиста.
Пробравшись в здание и обойдя без проблем пост охраны, герои проходят в «гнездо жар-птицы». Жар-птицами, к удивлению Ивана, оказываются Филипп Киркоров и группа танцовщиц, выступающая вместе с ним. Киркоров достаточно скверно относится к предложениям жителей Белогорья помочь им: для него волшебный мир давно не представляет интереса, и его судьба птице совершенно безразлична. Иван, однако, грубо требует от Жар-птицы помощи, и та, придя в крайнее волнение, неожиданно сносит яйцо — такое случается единственный раз за всю жизнь птицы, и волшебное яйцо может дать любой ответ на любой вопрос. Поэтому богатырь, выждав момент, решает украсть яйцо, пока пташки заняты поеданием зерна, превращающего их на время концертов в людей. Водяной тоже просит попробовать волшебного зерна в обмен на нитку жемчуга. Воспользовавшись переполохом, вызванным превращением Водяного в человека, богатырь забирает яйцо с собой и отправляется к себе домой. Тем временем голову Кощея в пакете с продуктами отвозит к себе домой женщина, и её маленький сын принимает голову за новую игрушку. Тело Кощея, вместе с Колобком, работающим в качестве его навигатора, на месте тоже не сидит, и поэтому для ускорения поисков пропавшей части тела парочка угоняет байк и колесит за головой по городу.
Голову Кощей и Колобок находят без особого труда: хозяйка квартиры, не одобряющая странные «китайские игрушки», купленные её мужем для сына, собирается выбросить голову в мусорный бак, но во дворе встречается с героями сказочного мира. Забрав голову, Кощей и Колобок отправляются на поиски Ивана по городу, так и не имея возможности связаться с ним.
Василиса в это же время сидит в плену у Галины. Будучи уверена в том, что её обязательно спасут, она старательно сопротивляется и пытается покинуть заколдованное место. Но, несмотря на все попытки, это не приносит никакого успеха. Галина шокирует Василису новостью: та, против кого Ваня пытается сражаться, на самом деле является его матерью, и всё, что она делает, является лишь её способом воссоединиться с сыном. Получив каплю крови с губ Василисы, Галина принимает её облик и отправляется за Иваном и его друзьями.
Яйцо жар-птицы открыть так просто не получается: ни при каких обстоятельствах оно не подвергается внешним воздействиям, и даже меч-кладенец, известный своими силами, не в состоянии перерубить его пополам. Единственной зацепкой становится то, что яйцо показывает одну и ту же надпись: «Откроюсь завтра». Однако Иван сталкивается с проблемой и здесь: на часах 00:00 следующего дня, но яйцо жар-птицы по-прежнему не позволяет себя расколоть, а надпись «Откроюсь завтра» не пропадает: ведь наставшее «завтра» — это уже «сегодня». Состаривающий отвар Яги никакого эффекта тоже не даёт: яйцо упорно просит открыть его только тогда, когда наступит «завтра». В печали Иван, желая побыть один, колесит на машине по всему городу. Кощей и Иван почти сталкиваются по дороге, но так друг друга и не замечают.
На следующее утро Ивана, задремавшего в машине, резко выдёргивает наружу рыцарь, похитивший Василису и сбивший избушку. Рыцарь и богатырь вступают в ожесточённую схватку. Ни удары дорожным знаком, ни грузовик, под который попадает рыцарь в пылу сражения, не могут его остановить, и единственное, что позволяет уйти Ивану живым — удачный случай: избитый богатырь уезжает на прицепе эвакуатора, куда его забросил противник.
Иван возвращается домой. Водяной предлагает новое решение — найти некогда изгнанных из Белогорья кикимор: они пожирали человеческое время и, несмотря на то, что им давно это делать запрещено, нашли способ тайно его воровать для пропитания в другом мире. Для сохранения запасов пищи кикиморы создали «кристалл времени», способный хранить время и переносить его владельца как в прошлое, так и в будущее. Одним из мест, где они живут, оказывается отделение Почты России, в которое Иван наведывается вместе с Водяным, Ягой и Светозаром. Колобку, внутри которого начинает звонить проглоченный смартфон, приходится его выплюнуть, и Ивану, спустя долгое время, всё же удаётся созвониться с Кощеем и Колобком, передав им адрес почтового отделения.
Кикиморы, скрывавшиеся под личинами сотрудниц почты, злят Ивана своим хамским поведением и бюрократическими правилами и, вызывая у него непреодолимую ярость и гнев, заставляют богатыря крушить всё внутри отделения. Напуганные силой Ивана, кикиморы сдаются, а одна из них сама отводит его к кристаллу, но просит одуматься и не лишать их пищи, потому что они, несмотря на своё отношение к людям и воровство времени, не забирали его у них полностью — им хватало буквально горсти того, что им давали ожидающие на почте. Богатырь, ведомый желанием спасти Василису, не слушает их и безжалостно вырывает кристалл, разрушив тем самым пространство, в котором кикиморы жили, и лишает их накопленной за сотню лет пищи. Тем временем Галина, прикрываясь обликом Василисы, появляется у здания почты и обманом забирает оставшегося снаружи Светозара к себе.
Не успев воспользоваться кристаллом времени, Водяной, Иван и Баба-Яга сталкиваются с жар-птицами, разъярёнными кражей яйца. Птицы готовы испепелить всех, но на помощь вовремя прибывает Кощей и прогоняет птиц. Соединив камень и меч-кладенец, он помогает создать портал в «завтра», и Иван, протянув в него руку, открывает яйцо. Иван первым делом задаёт вопрос о том, где найти Василису. Яйцо помогает и тут же даёт ориентир. Пытаясь угнаться за Галиной, богатырь терпит неудачу за неудачей, пока у избушки в самый подходящий момент не отрастают крылья, благодаря чему Иван вместе с остальными успевают пробиться через созданный Галиной портал. Галина полностью закрывает все двери для избушки, но Ивану, сидевшему на крыше, всё же удаётся пробраться к Василисе.
В момент, когда победа, казалось бы, уже в руках, Галина, заранее всё спланировав, осуществляет задуманное: первым же делом она на глазах у сына без сожаления убивает связанную Василису, проткнув её насквозь кинжалом. В горе и гневе богатырь рвётся убить негодяйку, но и здесь совершает оплошность — в порыве ярости он, не раздумывая, легко лишает жизни своей же рукой Светозара, которому Галина на время придала свой облик. Доведённый до крайней ненависти, ярости и тьмы в душе, Иван заносит меч, чтобы зарубить Галину, но злодейка сообщает Ивану главную новость: она — его мать, и всё это время она позволяла событиям идти так, чтобы Иван своими собственными руками пробуждал в себе тьму. Тьма выбрала Ивана с самого его рождения, и лишь разлука мальчика с матерью не позволила осуществить задуманное. Мать нашла Ивана в другом мире и пестовала тьму в его душе, позволяя ему год от года наполняться ею. Лишь недавние события и его путешествие в Белогорье начали пробуждать свет внутри Ивана, заставляя богатыря сопротивляться тьме. Галина поняла, что нужны решительные действия, поэтому украла Василису. С этого момента богатырь был лишён сомнений и полностью готов на всё: он был там, где хотелось его матери, и делал то, что было нужно. Украв яйцо и разрушив его, он обрёк жар-птицу на вечные страдания, потому что у неё лишь раз в жизни могло появиться дитя. Кикиморам Иван принёс разрушения и голод, лишил их дома и возможности жить. Дело оставалось за малым: наполнить Ивана злобой и гневом, чтобы он пересёк черту — убил человека. С этого момента Ивана начинает поглощать тьма.
Выбравшись из избушки, Яга, Водяной и Кощей находят Василису. Определив, что в ней всё ещё теплится жизнь, Яга вливает ей в рот пару капель «живой воды» и оживляет девушку, вылечив от ранения. Василиса, понимая, что пытается сделать с Иваном его мать, бежит к нему и старается убедить, что в нём ещё теплится свет и он способен побороть тьму. В попытке защитить Ивана Водяной и Яга стараются всеми силами остановить Галину, но терпят неудачу: первым погибает Колобок, раскрошенный Галиной, затем — Водяной, насквозь пронзённый брошенным в него копьём. От горя Баба-Яга старается применить все свои силы, но Галина легко обращает старую колдунью в прах. Последним шансом всё исправить становится просьба Кощея: вспоминая о своём выборе, сделанном тысячу лет назад и о том, как он впустил в себя тьму, Бессмертный просит Ивана всё исправить до того, как началось пришествие Тьмы в мир. Для Кощея это становится шансом искупить всё то, что он успел натворить за многие столетия, ведь именно по его вине страдает Белогорье и именно по его вине тьма набрала свою силу. И этот шанс позволит Кощею зажить настоящей, счастливой, пусть и не вечной жизнью. Создав портал в прошлое, Кощей даёт возможность Ивану отправиться туда — дороги назад для него уже не будет. Желая отвлечь Галину, Василиса бросается на неё. Колдунья обращает в прах и девушку, но Иван уже успел скрыться в портале, который закрылся за ним.
Попав в прошлое, Иван на берегу Чёрного озера сталкивается с Микулой (будущим Кощеем) за секунды до того, как тот соприкоснётся с тьмой. Диалог начинается так же быстро, как и заканчивается: из ниоткуда появляется Посланник Тьмы и сразу же атакует. В схватке рыцарь раскрывает свою истинную сущность: Посланник Тьмы — это и есть Иван. С самого детства Посланник был с ним: гордыня, страх, ярость — все эти качества были с Иваном бок о бок, и Посланника никак нельзя убить, потому что Посланник — это он сам. Поэтому Иван действует иначе: понимая, что Посланник не может ему нанести вреда, так как сидит у него в голове, богатырь просто контролирует свои мысли, тем самым не позволяя своей тёмной сущности взять над ним верх. Последним доводом альтер эго является то, что с изменением течения времени не появится самого Ивана и жизни, в которой он сможет увидеть Василису. Богатырь, принявший это, ни о чём не жалеет и, ударом биты отправив Посланника в озеро, изгоняет из себя тьму. В последние минуты Иван просит Микулу не впускать в себя тьму и не замышлять подлости против Белогора. Улыбаясь, богатырь убеждает парня в том, что тот найдёт своё счастье, и жмёт ему руку на прощание. Меч-кладенец больше не вернёт Ивана в будущее, поэтому богатырь решает сделать своё последнее дело: вонзает меч в воды озера и этим навсегда уничтожает тьму.
Неизвестно, исчез ли старый Иван из нового мира, но в конце фильма в Белогорье Илья Муромец, Добрыня Никитич и Алёша Попович живы и сохраняют крепкую дружбу; Водяной и Баба-Яга живут вместе, как добрые супруги; Микула дожил до седой старости и по-прежнему помогает Белогору; а Василиса — обычная девушка, счастливо живущая с Иваном Муромцем — сыном Галины и Ильи, которые не столкнулись с тьмой и страданиями и вместе любуются счастьем детей. Московский Иван сделал всё верно: избавил свой родной мир от страданий, подарив всем счастливую и действительно спокойную жизнь.

## В ролях
| Актёр                 | Роль                                         |
| --------------------- | -------------------------------------------- |
| Виктор Хориняк        | Иван Ильич Муромец сын Галины и Ильи Муромца |
| Мила Сивацкая         | Василиса Премудрая                           |
| Елена Валюшкина       | Галина мать Ивана                            |
| Елена Яковлева        | знахарка и колдунья Баба-Яга                 |
| Константин Лавроненко | Кощей Бессмертный                            |
| Гарик Харламов        | Колобок (озвучка)                            |
| Сергей Бурунов        | Водяной                                      |
| Филипп Киркоров       | Жар-птица под прикрытием (камео)             |
| Тимофей Трибунцев     | маг Светозар                                 |
| Анна Якунина          | Кикимора                                     |
| Анна Гуляренко        | Кикимора                                     |
| Оксана Костецкая      | Кикимора                                     |
| Галина Гусева         | Кикимора                                     |
| Юрий Цурило           | богатырь Илья Муромец отец Ивана             |
| Вольфганг Черни       | богатырь Алёша Попович                       |
| Евгений Дятлов        | богатырь Добрыня Никитич                     |
| Владислав Ветров      | Белогор                                      |
| Джан Бадмаев          | таксист                                      |
| Никита Табунщик       | Микула юный Кощей                            |

## Производство
Съёмки картины проходили одновременно со съёмками предыдущей части под названием «Последний богатырь: Корень зла». Работа велась в Сочи, Республике Карелия, Пермском крае, а также в Москве и Подмосковье, где специально для съёмок был выстроен целый небольшой городок — с дворцом, торговыми рядами и избами-срубами. После финальных титров «Последний богатырь: Корень зла» был представлен тизер к фильму, который заранее раскрывал подзаголовок картины.
Режиссёром фильма остался Дмитрий Дьяченко. Основной актёрский состав серии фильмов также остался прежним: Виктор Хориняк (Иван), Мила Сивацкая (Василиса), Елена Яковлева (Баба-Яга), Сергей Бурунов (Водяной) и другие. Также в фильме появляется Жар-птица, роль которой исполнил Филипп Киркоров.
29 июля 2021 года вышел полноценный трейлер к фильму.

### Рекламная кампания
После финальных титров «Последний богатырь: Корень зла» был представлен тизер к фильму, который заранее раскрывал подзаголовок фильма. Потом данный тизер появился и в сети, но там название и логотип были вырезаны, чтобы избежать спойлеров. 29 июля 2021 года вышел полноценный трейлер к данному фильму.

## Релиз
«Последний богатырь: Посланник тьмы» вышел в российский прокат 23 декабря 2021 года студией Walt Disney Studios. Вышел одновременно с картиной «Человек-паук: Нет пути домой». 

## Приём

### Кассовые сборы
Выйдя в прокат одновременно с фильмом «Человек-паук: Нет пути домой», «Посланник тьмы» собрал в прокате за восемь дней 498 миллионов рублей. К 3 января 2022 года кассовые сборы фильма достигли одного миллиарда рублей. К концу проката 3-я часть стала самой кассовой во франшизе «Последний богатырь». По данным ЕАИС, картина заработала 2,052 млрд рублей, число зрителей превысило 6,6 млн человек. Генеральный продюсер Yellow, Black and White Эдуард Илоян связал успех картины с «профессиональной и слаженной работой всей команды проекта». 

### Критический приём
Фильм «Последний богатырь: Посланник тьмы», невзирая на массированную рекламную компанию и стремительный выход вслед за предыдущими частями, вызвал преимущественно поляризованные отклики среди зрителей и критиков. На популярнейшем ресурсе «Кинопоиск» лента получила оценку 7.2 балла из десяти возможных, что свидетельствует о незначительном снижении зрительских симпатий по сравнению с предшественниками. 
Настасья Горбачевская, известная кинокритик сайта Film.ru, выразила своё разочарование персонажем Василисы, отметив её неспособность одержать верх над слабейшим антагонистом, превращаясь таким образом в классический архетип девушки в беде. К числу претензий критики относилось и поведение главного героя Ивана, чьё развитие характера сместило акцент с самоуверенности к откровенному эгоизму, игнорируя советы товарищей и окружающих. Впрочем, критика отметила положительную сторону финала картины, подчёркивая, что герои извлекли важные жизненные уроки и продемонстрировали рост самосознания. Отдельное одобрение заслужили юмористические элементы ленты, которые, хотя и вызвали раздражение у отдельных зрителей, оказались менее навязчивыми, нежели в предыдущей серии цикла «Корень зла». На портале Критиканство картина набрала скромные 56 пунктов из ста, основываясь на мнениях восемнадцати профессиональных обозревателей.
Канобу, 23 декабря 2021 года: Отзыв Мариам Григорян звучит сдержанно позитивно: «„Последний богатырь: Посланник тьмы“ нельзя назвать провальным фильмом. Заключение знаменитой кинотрилогии получилось предсказуемым, но последовательным, демонстрируя внутреннюю эволюцию главных героев и предлагая вполне достойный финальный аккорд.»
25-й Кадр, 28 декабря 2021 года: Сергей Прудников резюмировал печально: «Заключительная часть истории „Последнего богатыря“ превратилась в символ упущенных возможностей. Несмотря на колоссальную аудиторию поклонников и мощный старт, режиссёрам не удалось достойно завершить этот кинематографический цикл, оставив зрителей разочарованными.*
Meduza, 22 декабря 2021 года: Известный критик Антон Долин подчеркнул достоинства повествования: «Главный герой продолжает бороться не столько с внешними врагами, сколько с собственными пороками – гордыней, самолюбованием и самовлюбленностью. Благодаря поддержке преданных друзей и любимых, Иван справляется с этими испытаниями, и эта внутренняя борьба делает фильм привлекательным и трогательным.*
Виртуальные Радости, 29 декабря 2021 года: Рецензентка Лия Плотникова недовольна итоговым результатом: «Продолжение оставляет ощущение неудовлетворённости. Третий фильм значительно уступает первым двум частям, и разница заметна особенно ярко, если рассматривать фильмы трилогии подряд. Лишь отдельные моменты кажутся забавными и занимательными, но их крайне недостаточно, чтобы компенсировать общую слабость произведения.*
КиноРепортер, 22 декабря 2021 года: Алексей Литовченко откровенно расстроен: «Картина получилась перегруженной сюжетными линиями и излишне запутанной. Под конец года, когда зрители хотят отдохнуть и расслабиться, просмотр фильма рискует стать настоящим испытанием для уставшего мозга.*
Впрочем, несмотря на отзывы, фильм стал очень успешен в прокате, а песня-ремейк «Луч солнца золотого» в исполнении известного артиста обрела популярность.

## Продолжения
Несмотря на то, что третья часть завершает историю, 27 сентября 2024 года вышел сериал «Последний богатырь: Наследие», который продолжает историю трилогии. «Финист. Первый богатырь», являющийся приквелом франшизы вышел 1 января 2025 года.